# العلاقات الأوغندية الجنوب سودانية
العلاقات الأوغندية الجنوب سودانية هي العلاقات الثنائية التي تجمع بين أوغندا وجنوب السودان.

## مقارنة بين البلدين
هذه مقارنة عامة ومرجعية للدولتين:
| وجه المقارنة                                              | أوغندا                        | جنوب السودان                  |
| --------------------------------------------------------- | ----------------------------- | ----------------------------- |
| المساحة (كم2)                                             | 241.04 ألف                    | 619.75 ألف                    |
| عدد السكان (نسمة)                                         | 42.86 مليون                   | 12.58 مليون                   |
| الكثافة السكانية (ن./كم²)                                 | 177.81                        | 20.3                          |
| العاصمة                                                   | كامبالا                       | جوبا                          |
| اللغة الرسمية                                             | لغة إنجليزية، اللغة السواحلية | لغة إنجليزية                  |
| العملة                                                    | شيلينغ أوغندي                 | جنيه جنوب سوداني، جنيه سوداني |
| الناتج المحلي الإجمالي (بليون دولار)                      | 25.89 مليار                   | 2.90 مليار                    |
| الناتج المحلي الإجمالي (تعادل القوة الشرائية) بليون دولار | 72.25 مليار                   | 22.88 مليار                   |
| الناتج المحلي الإجمالي الاسمي للفرد دولار أمريكي          | 705                           | 73                            |
| الناتج المحلي الإجمالي للفرد دولار أمريكي                 | 1.77 ألف                      | 2.02 ألف                      |
| مؤشر التنمية البشرية                                      | 0.483                         | 0.467                         |
| رمز المكالمات الدولي                                      | +256                          | +211                          |
| رمز الإنترنت                                              | .ug                           | .ss                           |
| المنطقة الزمنية                                           | ت ع م+03:00                   | ت ع م+03:00                   |

## منظمات دولية مشتركة
يشترك البلدان في عضوية مجموعة من المنظمات الدولية، منها:
| علم المنظمة | اسم المنظمة                               | تاريخ انضمام أوغندا | تاريخ انضمام جنوب السودان |
| ----------- | ----------------------------------------- | ------------------- | ------------------------- |
|             | مؤسسة التنمية الدولية                     | 27 سبتمبر 1963      | 18 أبريل 2012             |
|             | يونسكو                                    | 9 نوفمبر 1962       | 27 أكتوبر 2011            |
|             | وكالة ضمان الاستثمار متعدد الأطراف        | 10 يونيو 1992       | 18 أبريل 2012             |
|             | الأمم المتحدة                             | 25 أكتوبر 1962      | 14 يوليو 2011             |
|             | الاتحاد البريدي العالمي                   | ?                   | ?                         |
|             | البنك الدولي للإنشاء والتعمير             | 27 سبتمبر 1963      | 18 أبريل 2012             |
|             | الاتحاد الدولي للاتصالات                  | 8 مارس 1963         | 3 أكتوبر 2011             |
|             | مؤسسة التمويل الدولية                     | 27 سبتمبر 1963      | 18 أبريل 2012             |
|             | المركز الدولي لتسوية المنازعات الاستشارية | 14 أكتوبر 1966      | 18 مايو 2012              |
|             | منظمة الشرطة الجنائية الدولية             | ?                   | ?                         |
|             | الاتحاد الأفريقي                          | ?                   | ?                         |
|             | البنك الإفريقي للتنمية                    | ?                   | ?                         |

## أعلام
هذه قائمة لبعض الشخصيات التي تربطها علاقات بالبلدين:
- بيوني سيستو (لاعب كرة قدم سوداني، 4 فبراير 1995[20] – )

## وصلات خارجية
- موقع وزارة الخارجية الأوغندية
- موقع وزارة الخارجية الجنوب سودانية